# Mahasz nyelv
A mahasz nyelv, más néven nobiin nyelv (önmegnevezéssel: nòbíin) egy núbiai nyelv, ami a nílus-szaharai nyelvcsaládba tartozik. Egyéb megnevezése még noban tamen, ami "a núbiai nyelv"-et jelent. Az első núbiai emberek a Nílusi-völgyön telepedtek meg még 2500 évvel ezelőtt. A mahasz a kihalt ónúbiaival együtt hangtana tonális. Ebben a nyelvben megtalálható az ún. alany-tárgy-ige (SOV) eset. Legközelebbi rokonai a dongolai, a kenúzi és a kihalt meroita nyelv.

## Elterjedése
A nobiin a Nílus menti településeken beszélt nyelv, amit Egyiptomban és Szudánban beszélnek, megközelítőleg 610 000 fővel.

## Nyelvtana
A mahasznak nincs pontos helyesírása, nyelvtanát Roland Werner, német nyelvész dolgozta ki.

## Főnevek
- áy - én (àyíín/án/ànní - az én...,enyém)
- ìr - te (ìríín/ín/ìnní - a te...,tiéd)
- tár - ő (tàríín/tán/tànní - az ő... (egyes), övé)
- ùù - mi (ùùíín/úún/ùùní - a mi..., miénk)
- úr - ti (úríín/únn/únní - a ti..., tiétek)
- tér - ők (téríín/ténn/ténní - az ő... (többes), övék)